# Migdol
Migdol, ou migdal, é uma palavra hebraica (מגדּלה מגדּל , מגדּל מגדּול) que significa uma torre (de seu tamanho ou altura), um palco elevado (uma tribuna ou púlpito) ou um canteiro elevado (dentro de um rio). Fisicamente, pode significar terras fortificadas, isto é, uma cidade murada ou um castelo, ou terrenos elevados, como em um canteiro, semelhante a uma plataforma, possivelmente um vigia. No sentido figurado, possui conotações de autoridade de orgulho.
Josué referiu-se à Migdal-Gade (Josué 15:37), "torre de Gade", uma das cidades fortificadas de Judá, e também à Migdal-El (Josué 19:38), "torre de Deus", um lugar na Palestina.
Jeremias referiu-se ao Migdol do Egito (Jeremias 44:1), uma ilha no rio Nilo, e Ezequiel referiu-se ao Migdol até Sevene (Ezequiel 29:10), no Alto Egito, no âmbito da sede do governo.
O Livro de Êxodo 14:2 registra que os filhos de Israel acamparam em Pi-Hairote entre Migdol e o Mar Vermelho, antes de sua travessia histórica.
Migdal Ha'emek é uma grande colina cercada pelo rio Quisom, a oeste de Nazaré.